# Guillermo Heras
Luis Guillermo Heras Toledo (Madrid, 29 de julio de 1952-Buenos Aires, 12 de julio de 2023) fue un actor, director teatral, dramaturgo, gestor teatral y editor español, galardonado con el Premio Nacional de Teatro en 1994.

## Biografía
Licenciado en Interpretación por la Real Escuela Superior de Arte Dramático y Danza, fue miembro del Grupo Tábano, que llegó a dirigir durante nueve años (1974-1983), y otros tantos años (1984-1993) estuvo al frente del Centro Nacional de Nuevas Tendencias Escénicas. Ha sido también coordinador de la Escuela Teatro. Director de escena del Teatro del Astillero y de la Muestra de Teatro Español de Autores Contemporáneos en Alicante (Premio Max 2013), es profesor en el máster de Gestión Cultural de la Universidad Carlos III de Madrid —donde coordina la Unidad Técnica del Proyecto Iberescena— y del área de danza de Gestíon Cultural también, en la Universidad Complutense. A lo largo de su carrera ha recibido diversos premios, entre ellos el Nacional de Teatro en (1994) y el Premio Federico García Lorca (1997) en la modalidad de teatro.
Entre los autores dramáticos españoles cuyas obras ha montado destacan Calderón de la Barca, Federico García Lorca, Francisco Nieva, Rodolf Sirera o Juan Mayorga; de otros autores internacionales merecen señalarse  Shakespeare, Pier Paolo Pasolini, Bertolt Brecht, Moreira da Silva y Sarah Kane, estrenando en las más importantes salas teatrales españolas (Teatro Español, Teatro María Guerrero, Teatro de la Zarzuela, en Madrid, o el Teatro Romea de Barcelona CV). La última función que dirigió fue Vuestra Jo Van Gogh de la actriz y autora Laura Cepeda. Asimismo, en dos ocasiones ha presentado montajes en el Festival Internacional de Teatro Clásico de Almagro.
Como editor, ha dirigido la edición de varias colecciones teatrales y es autor de distintas obras dramáticas (Inútil faro de la noche, Ojos de nácar, Muerte en directo, La oscuridad. Trilogía de ausencias, Alma, Muchacha, Rottweiler y Pequeñas piezas desoladas). En el capítulo de la crítica, ha sido redactor de la revista Primer Acto.
A finales de diciembre de 2024 le fue otorgada la Medalla de Oro al Mérito en las Bellas Artes aprobada por el Consejo de Ministros, a propuesta del ministro de Cultura español.